# Ishaq (nom)
Ishaq és un nom masculí àrab (àrab: إسحاق, Isḥāq) que es correspon amb el català Isaac, que l'àrab pren directament de l'hebreu יִצְחָק, Yishāq. Si bé Ishaq és la transcripció normativa en català del nom en àrab clàssic, també se'l pot trobar transcrit Ishak... Com a nom de l'avantpassat mític dels jueus i fill del patriarca Abraham és un nom força usual entre els àrabs jueus, de la mateixa manera que, com a nom d'un dels principals profetes de l'islam, és dut per molts musulmans, arabòfons o no; aquests darrers l'han adaptat a les característiques fòniques i gràfiques de la seva llengua: bosnià: Ishak; indonesi: Ishak; persa: اسحاق; turc: İshak.
Vegeu aquí personatges i llocs que duen aquest nom.